# مرکز پیشبرد الکترونیک درسدن
مرکز پیشرفت الکترونیک درسدن (cfaed) از دانشگاه فنی درسدن بخشی از ابتکار عالی دانشگاه‌های آلمان است. خوشه برتری برای میکروالکترونیک از سال ۲۰۱۲ تا ۲۰۱۷ توسط جامعه تحقیقاتی آلمان (DFG) تأمین می‌شود و حدود ۶۰ محقق و تیم‌های آنها را از ۱۱ مؤسسه متحد می‌کند تا به‌طور مشترک در جهت دستیابی به اهداف جاه طلبانه خوشه اقدام کنند. هماهنگ‌کننده پروفسور است. Dr. -Ing. گرهارد فتویس، رئیس سیستم‌های ارتباط سیار. این خوشه تیم‌هایی را از دو دانشگاه و چندین مؤسسه تحقیقاتی در زاکسن گرد هم می‌آورد: دانشگاه فنی درسدن، دانشگاه فنی کمنیتس، هلمهولتز-زنتروم درسدن-روسندورف (HZDR)، مؤسسه تحقیقات پلیمری لایب‌نیتس Dresden e. V. (IPF)، مؤسسه لایب‌نیتس برای تحقیقات مواد و حالت جامد درسدن (IFW)، مؤسسه زیست‌شناسی سلولی مولکولی و ژنتیک ماکس پلانک (MPI-CBG)، موسسه ماکس پلانک برای فیزیک سیستم‌های پیچیده (MPI-PKS)، نانوالکترونیک آزمایشگاه مواد gGmbH (NaMLab)، مؤسسه Fraunhofer برای سیستم‌های نانو الکترونیک (Fraunhofer ENAS)، مؤسسه فناوری‌ها و سیستم‌های سرامیک Fraunhofer (Fraunhofer IKTS) و مؤسسه Kurt Schwabe برای اندازه‌گیری و فناوری حسگر Meinsberg e. V. (KSI). حدود ۳۰۰ دانشمند از بیش از ۲۰ کشور مختلف در ۹ مسیر تحقیقاتی برای بررسی فناوری‌های کاملاً جدید برای پردازش اطلاعات الکترونیکی کار می‌کنند که بر محدودیت‌های تکنولوژی غالب CMOS امروزی غلبه می‌کند.

## جایگاه و ساختمان نهادی
یکی از ساختمان‌های علمی و همچنین مقر سازمانی cfaed در درسدن-پلاون، Würzburger Straße 46 واقع شده‌است. در می ۲۰۱۵، کار ساخت و ساز برای ساختمان جدید cfaed در پردیس TU Dresden آغاز شد. این ساختمان قرار است در اواخر سال ۲۰۱۷ تکمیل شود و میزبان آزمایشگاه‌ها، اتاق‌های سمینار و دفاتر جدید خواهد بود.

## تاریخ
پیشنهاد اولیه برای cfaed به عنوان یک خوشه برتری در اوت ۲۰۱۱ به DFG ارائه شد. در ۱۵ ژوئیه ۲۰۱۲، مرکز پیشرفت الکترونیک درسدن (cfaed) در دور دوم بودجه ابتکار تعالی دولت آلمان به وضعیت خوشه تعالی دست یافت. در طول دوره بودجه پنج ساله، که در نوامبر ۲۰۱۲ آغاز شد، این خوشه تقریباً ۳۴ میلیون یورو یارانه دریافت می‌کند. مرحله اول تأمین مالی تا اکتبر ۲۰۱۷ ادامه خواهد داشت.
در ۳ آوریل cfaed یکی از هشت پیش نویس پیشنهادی را برای خط بودجه جدید "خوشه‌های تعالی TUD" ارائه کرد. در ۲۸ سپتامبر ۲۰۱۷، TUD می‌داند که چه تعداد از پیش‌نویس‌های پیشنهادی خود برای ارسال به‌عنوان درخواست کامل دعوت خواهند شد. یک سال بعد، در ۲۷ سپتامبر ۲۰۱۸، اعلام خواهد شد که کدام خوشه‌های برتری موفق بوده‌اند. سپس برای یک دوره اولیه هفت ساله، از سال ۲۰۱۹ به بعد، این بودجه تأمین می‌شود. اگر حداقل دو TUD-Cluster of Excellence انتخاب شوند، TUD واجد شرایط درخواست برای ردیف دوم بودجه "دانشگاه تعالی" است، که ارسال درخواست‌ها برای اواسط دسامبر ۲۰۱۸ برنامه‌ریزی شده‌است

## تمرکز و برنامه تحقیق
فناوری‌های جدید برای پردازش اطلاعات الکترونیکی از مواد نوآورانه‌ای مانند نانوسیم‌های سیلیکونی، نانولوله‌های کربنی یا پلیمرها الهام گرفته شده‌اند یا بر اساس مفاهیم کاملاً جدید مانند روش‌های ساخت تراشه‌های شیمیایی یا مدار توسط ساختارهای خودآرایی هستند. DNA-اوریگامی. هماهنگ سازی این دستگاه‌های جدید در سیستم‌های پردازش اطلاعات ناهمگن با تمرکز بر انعطاف‌پذیری و کارایی انرژی آنها نیز بخشی از برنامه تحقیقاتی cfaed است. علاوه بر این، سیستم‌های ارتباطی بیولوژیکی با هدف استفاده از الهامات طبیعت برای چالش‌های فنی تجزیه و تحلیل می‌شوند. این تحقیق از نظر ساختاری توسط رهبری قوی، سه استاد راهبردی، یک استاد با موضوع باز، یک ساختمان اختصاصی، وضعیت به عنوان مؤسسه علمی مرکزی، و ادغام در مفهوم DRESDEN پشتیبانی و تقویت می‌شود.
در حال حاضر، تیمی از دانشمندان cfaed در حال توسعه «نسل پنجم» ارتباطات سیار هستند. با تأخیر بسیار کم، امنیت گسترده و انعطاف‌پذیری انتقال داده، ممکن است برنامه‌های کاربردی کاملاً جدیدی امکان‌پذیر شود. به عنوان مثال می‌توان به سیستم‌های هماهنگی ترافیک مشارکتی، جراحی از راه دور با کمک رباتیک یا روش‌های نوآورانه آموزش الکترونیکی اشاره کرد.
برای دستیابی به اهداف خود، Cluster به‌طور فعال علوم طبیعی مبتنی بر کشف و مهندسی نوآوری محور را ادغام می‌کند. در یک رویکرد جامع، این تحقیق از مواد تا سیستم‌های پردازش اطلاعات ناهمگن و بالعکس را در بر می‌گیرد. cfaed به حوزه‌های تحقیقاتی خود به عنوان «مسیرهای تحقیق» اشاره می‌کند تا شخصیت پویای اکتشافی را در جستجوی پیشرفت‌ها برجسته کند. برای به حداکثر رساندن موفقیت و فعال کردن لقاح متقابل مثمر ثمر، خوشه با دنبال کردن مسیرهای تحقیقاتی متعدد و به هم پیوسته که منعکس کننده شایستگی پژوهشی برجسته دانشگاه فنی درسدن (TUD) و شرکای آن در cfaed است، از رویکرد «شات‌های بیشتر روی هدف» پیروی می‌کند. تحقیقات cfaed در ۹ مسیر تحقیقاتی سازماندهی شده‌است که در حوزه‌های زیر دسته‌بندی شده‌اند: مسیرهای الهام‌گرفته از مواد (مسیر نانوسیم سیلیکونی، مسیر کربن، مسیر ارگانیک/پلیمر، مسیر مدارهای مونتاژ شده بیومولکولی و مسیر پردازش اطلاعات شیمیایی (CIP)). مسیرهای سیستم گرا (مسیر ارکستراسیون، مسیر انعطاف‌پذیری و DGF CRC 912) و یک «مسیر کشف» (مسیر سیستم بیولوژیکی (بیو)).

### مسیرهای الهام گرفته از مواد

#### مسیر نانوسیم سیلیکونی
راهبر: پروفسور Dr. -Ing. توماس میکولاجیک؛ راهبر مسیر: پروفسور دکتر جیاناورلیو کونیبرتی
سیلیکون به دلیل خواص الکترونیکی بسیار مفیدش و به دلیل اینکه نانوسیم‌های سیلیکونی را می‌توان برای تغییر ترانزیستور بین نوع p و n به صورت دینامیکی پیکربندی کرد. طراحی الگوریتم‌های محاسباتی جدید و مقاوم به خطا که از عملکرد چندگانه ترانزیستورها استفاده می‌کنند مورد بررسی قرار گرفته و نانوسیم‌های سیلیکونی به عنوان یک پلت‌فرم حسگر انتخابی برای مولکول‌های زیستی مورد بررسی قرار گرفته‌اند. در سال ۲۰۱۵، یک پلتفرم تشخیصی سبک‌وزن انعطاف‌پذیر ساخته شد که تحویل با حجم بالا را به موسسات پزشکی در سراسر جهان ممکن می‌سازد.

#### مسیر کربن
راهبر: پروفسور Dr. -Ing. هابیل مایکل شروتر؛ راهبر مسیر: پروفسور دکتر هابیل. گوتارد سیفرت
نانولوله‌های کربنی (CNT) برای استفاده در الکترونیک برای سیستم‌های ارتباطی بی‌سیم در حال بررسی هستند. تأکید اصلی بر درک عمیق نظری و همچنین ساخت ویفر در مقیاس الکترونیکی مبتنی بر CNT است. خیلی اخیر، </link> اولین عملیات در رژیم گیگاهرتز ویژه برنامه نشان داده شده‌است.

#### مسیر ارگانیک/پلیمر
راهبر: پروفسور دکتر استفان مانسفلد؛ راهبر همکار: دکتر هابیل. فرانچسکا مورسکو
هدف مسیر ارگانیک و پلیمر غلبه بر برخی از محدودیت‌های عمده مواد و دستگاه‌های آلی و در نتیجه شناسایی مسیر به سمت سیستم‌های پردازش اطلاعات آلی جدید است. نکات برجسته تحقیقاتی شامل مقالاتی در مورد انتقال کنترل‌شده اتم‌های منفرد توسط یک نانوساختار مولکولی با هدایت الکترونیکی، یک مفهوم جدید برای ترانزیستورهای آلی با لایه‌های دوپ‌شده و ترانزیستورهای پایه قابل نفوذ آلی عمودی است.

#### مسیر مدارهای مونتاژ شده زیست مولکولی (BAC)
راهبر: پروفسور دکتر استفان دیز؛ راهبر مسیر: پروفسور Dr. -Ing. هابیل مایکل مرتیگ
نانوساختارهای ساخته شده از DNA اجازه می‌دهند تا مواد کاربردی را به روشی مقیاس‌پذیر مرتب کنند تا دستگاه‌های الکترونیکی، نوری الکترونیکی و نانوفتونیک خودآرایی ایجاد کنند که مکمل فناوری‌های مبتنی بر سیلیکون است. دستاوردهای اخیر شامل قرار دادن نانوذرات فلزی با دقت نانومتری برای موجبرها و آنتن‌های فوتونیک و همچنین رشد کنترل‌شده نانوسیم‌های فلزی در قالب‌های DNA است.

#### مسیر پردازش اطلاعات شیمیایی (CIP)
راهبر: پروفسور Dr. -Ing. آندریاس ریشتر؛ راهبر مسیر: پروفسور دکتر هابیل بریژیت وویت
رویکرد غیر متعارف پایه‌های میکروسیال‌های مبتنی بر ترانزیستور را برای پردازش مواد شیمیایی به‌عنوان حامل اطلاعات می‌گذارد. برای رسیدن به این هدف در آینده نزدیک، دو نوع اساسی ترانزیستورهای شیمیایی سیالی توسعه داده شده‌است. تحقیقات فعلی بر روی کتابخانه ای از فناوری مدارهای پایه متمرکز است. تا کنون، نوسانگرهای شیمی سیالی و گیت‌های منطقی نشان داده شده‌اند.

### مسیرهای سیستم گرا

#### مسیر ارکستراسیون
راهبر: پروفسور Dr. -Ing. جرونیمو کاستریون؛ راهبر مسیر: پروفسور Dr. -Ing. هابیل یوخن فرولیش
این مسیر پیاده‌سازی سریع و کارآمد سیستم‌های ناهمگن را با پرداختن به انعطاف‌ناپذیری‌های سازگاری طرح‌های سخت و نرم‌افزار فعلی آماده می‌کند. هدف انطباق خودکار برنامه‌ها و نرم‌افزار سیستم‌های زیربنایی با CMOS ناهمگن جدید و سیستم‌های CMOS تقویت‌شده‌است. دستاوردهای اخیر در تمام لایه‌های پشته که از لایه سخت‌افزاری تا لایه کاربردی می‌رسد، حاصل شده‌است.

#### مسیر تاب آوری
راهبر: پروفسور Dr. -Ing. تورستن استروفه؛ راهبر مسیر: پروفسور Dr. -Ing. فرانک اچ پی فیتزک
هدف این مسیر دستیابی به انعطاف‌پذیری سیستم‌های شبکه ای با تمرکز بر مکانیزم‌های انعطاف‌پذیری انعطاف‌پذیر، ویژه برنامه و سازگاری است. پردازش اطلاعات قابل اعتماد با اجزای غیرقابل اعتماد و قابل تنظیم، با در نظر گرفتن ناهمگونی پیش‌بینی‌شده سیستم‌های آینده و ویژگی‌های خطای فناوری‌های جدید الهام‌گرفته از مواد، در حال تحقیق است. دستاوردهای اصلی در تعداد زیادی از انتشارات در کنفرانس‌های سطح بالا منعکس شده‌است (به عنوان مثال INFOCOM, NSDI, ICDCS) و جوایز بهترین مقاله (مانند DSN, USENIX، کلاه ACM).

#### DFG CRC 912 «HAEC - محاسبات کارآمد انرژی بسیار سازگار»
سخنران: پروفسور Dr. -Ing. دکتر hc گرهارد فتوایس
هدف HAEC فعال کردن راه‌حل‌های سیستم سخت‌افزاری/نرم‌افزاری یکپارچه برای برنامه‌های شبکه‌ای توزیع‌شده برای بهینه‌سازی سازگاری بالا و بهره‌وری انرژی در طول طراحی و همچنین استقرار، بدون کاهش عملکرد، است. در طول فاز I (سالهای ۱–۴)، نمایشگرهای تک فناوری برای نشان دادن و تأیید نتایج تحقیقات به دست آمده توسعه یافته‌اند. مرحله دوم بودجه تا سال ۲۰۱۹ اعطا شد.

### مسیر کشف

#### مسیر سیستم بیولوژیکی (بیو)
راهبر: پروفسور دکتر مارینو زیریال؛ راهبر مسیر: پروفسور دکتر Ivo F. Sbalzarini
این مسیر به مطالعه رفتارهای نوظهور و پردازش اطلاعات در سیستم‌های بیولوژیکی می‌پردازد و اصولی را شناسایی می‌کند که زیربنای عملکرد بیولوژیکی هستند و می‌توانند برای کاربردهای مهندسی مفید باشند. دستاوردهای اولیه Path عبارتند از: (I) درک اساسی از اینکه چگونه سلول‌ها ساعت‌های شیمیایی داخلی خود را روی خطوط ارتباطی با تأخیر زمانی که از دوره نوسان ساعت بیشتر می‌شود، همگام‌سازی می‌کنند. (II) طبقه‌بندی و درک چگونگی برخورد طبیعت با مسائل پیچیده بهینه‌سازی با ابعاد بالا. (III) درک اساسی از نحوه تصمیم‌گیری سلول‌ها در مواجهه با نویز و عدم قطعیت.

## دستاوردهای منتخب
- سنسورهای نانوسیم: سکوی تشخیصی با کارایی بالا و وزن سبک و انعطاف‌پذیر (DOI:10.1002/adhm.201570057)
- اولین ترانزیستورهای جهانی (DOI: 10.1002/adhm.20150012)
- ابرشبکه‌های هیبریدی نانوغشایی برای کاربردهای ترموالکتریک (DOI: 10.1021/nl404827j)
- از فیزیک ترانزیستور تا کاربردهای دنیای واقعی - یک رویکرد چند مقیاسی (DOIs: 10.1007/s10825-014-0588-6 ؛ 10.1109/TNANO.۲۰۱۵٫۲۳۹۷۶۹۶)
- توسعه فناوری برای ترانزیستورهای نانولوله کربنی فرکانس بالا آنالوگ
- مرتب‌سازی CNT: غنی سازی نیمه هادی sc-SWCNT (DOI: 10.1002/pssa.201431771)
- ترانزیستور اثر میدان وارونگی آلی (DOI: 10.1038/ncomms3775)
- ترانزیستور پایه نفوذپذیر آلی (OPBT) (DOIs: 10.1002/adma.۲۰۱۵۰۲۷۸۸ ؛ 10.1063/1.4927478)
- الکترونیک پلیمری: نوسانگر حلقه تمام پلیمری کاملاً چاپ شده
- اولین کامپیوتر موازی جهان بر اساس موتورهای بیومولکولی (DOI: 10.1073/pnas.1510825113)
- ویژگی‌های فرکانس بالا ساختارهای DNA (DOI: 10.1109/MMS.2015.7375461)
- به سوی نانودستگاه‌های الکترونیکی با آرایش پلیمرهای مزدوج روی DNA اوریگامی (DOI: 10.1002/pssa.201431931)
- به سمت موجبرهای پلاسمونیک مبتنی بر DNA (DOI: 10.1021/acs.nanolett.6b00381)
- مدارهای منطقی شیمیایی (DOI: 10.1021/acs.jcim.5b00324)
- مدارهای مجتمع میکروشیمیومکانیکی سیال پردازش اطلاعات شیمیایی (DOI: 10.1039/C2LC40617A)
- سیستم مبتنی بر ریز هسته برای چند هسته‌های ناهمگن (DOI: 10.1145/2872362.2872371)
- سطح NoC: فرستنده و گیرنده بسیار کم توان (DOI: 10.1109/JSSC.2014.2381537)
- پلتفرم Tomahawk: یک سیستم چند پردازنده ناهمگن روی تراشه (MPSoC) (DOIs: 10.1109/ISSCC.۲۰۱۴٫۶۷۵۷۳۹۴ ؛ ۱۰٫۱۱۴۵/۲۵۱۷۰۸۷)
- رمزگذاری دلتا: پردازش رمزگذاری شده عملی (DOI: 10.1109/SRDS.2014.62)
- سیستم‌های نرم‌افزار انعطاف‌پذیر (DOI: ۱۰٫۱۱۴۵/۲۹۰۱۳۱۸٫۲۹۰۱۳۳۹ ؛ ۱۰٫۱۱۴۵/۲۸۷۲۴۲۷٫۲۸۸۳۰۲۶)
- حداکثر نرخ ارتباطات قابل اعتماد در کانال‌های رادیویی تلفن همراه (DOI: 10.1109/TIT.2014.2339820)
- همگام سازی خودسازماندهی تأخیری در شبکه‌های الکترونیکی (DOIs: ۱۰٫۱۰۸۸/۱۳۶۷-۲۶۳۰/۱۶/۱۱/۱۱۳۰۰۹ ؛ 10.1109/ICC.۲۰۱۵٫۷۲۴۸۵۷۲)
- هتروساختارهای آلی-غیرآلی با ویژگی‌های الکترونیکی قابل برنامه‌ریزی (DOI: 10.1038/ncomms14767)
- Micellization کوپلیمر بلوکی به عنوان یک استراتژی حفاظتی برای DNA Origami (DOI: 10.1002/anie.201608873)
- تصویربرداری از ساختار الکترونیکی هگزاسن تولید شده روی سطح (DOI: 10.1039/C6CC09327B)
- دم جذب دهنده: ترکیبات C60 بینشی در مورد فرایندهای انتقال بار فعال شده با حرارت و آرامش پولارون ارائه می‌دهد (DOI: 10.1021/jacs.6b12857)
- فعال کردن راندمان انرژی و کنترل قطبیت در ترانزیستورهای نانوسیم ژرمانیوم توسط نانو اتصالات دروازه‌ای جداگانه (DOI: 10.1021/acsnano.6b07531)
- پاسخ بارگذاری ضربان تاژک (DOI: 10.1103/PhysRevLett.117.258101)